# Euphorbia heteradena
Euphorbia heteradena är en törelväxtart som beskrevs av Hippolyte François Jaubert och Édouard Spach. Euphorbia heteradena ingår i släktet törlar, och familjen törelväxter. Inga underarter finns listade i Catalogue of Life.